# Ten Berge (geslacht)
Ten Berge is een geslacht afkomstig uit de stad Groningen waar enkele bestuurders en militairen uit voortgekomen zijn. Het geslacht Ten Berge werd eind 19de eeuw opgenomen in het Stam- en Wapenboek van A.A. Vorsterman van Oijen.        

## Enkele telgen
- Gerhard Ten Berge (1615-1655) burgemeester van de stad Groningen
  - Gerhard Hendrik Ten Berge (?-1682) burgemeester van de stad Groningen
    - Hendrik Gerhard Ten Berge (?-1732), kapitein ten dienste der Vereenigde Provinciën
      - Tammo Jacob Ten Berge (1726-?) luitenant in het eerste bataljon Oranje Stad en Lande
        - mr. Tammo Adriaan ten Berge [fr; en] (1756-1830) president van de rechtbank te Groningen